# Усач Михайло Володимирович
Михайло Володимирович Усач (нар. 20 листопада 1996, Березне,Рівненська область, Україна) — український лучник, призер чемпіонату Європи в приміщенні.

## Спортивна кар'єра
Міжнародні виступи за національну збірну почав у 2022 році.
У лютому 2024 року, на чемпіонаті Європи у приміщенні, став чемпіоном у командній першості та бронзовим призером в особистих змаганнях.
У травні 2024 року відбувся Європейський олімпійський кваліфікаційний турнір, на якому спортсмен посів 4-те місце, що дозволило йому вибороти олімпійську ліцензію для України.